# Jazz Guitar
Jazz Guitar est un album de cool jazz enregistré en janvier 1957 par le guitariste américain Jim Hall.
Il s'agit de son premier album en tant que leader,,, et d'un des deux seuls disques enregistrés en trio par Carl Perkins, qui est mort l'année suivante à l'âge de 29 ans.
L'historique des rééditions de cet album a été très mouvementé à cause des « bricolages insensés du producteur Richard Bock » qui a éliminé les solos du contrebassiste Red Mitchell et du pianiste Carl Perkins sur six morceaux à partir de la deuxième édition du LP, et qui a ajouté ultérieurement un morceau de batterie de Larry Bunker qui n'était pas présent lors de la session d'enregistrement, sans même parler de morceaux omis selon la version ou d'une prétendue version alternative (alternate take) qui n'en était pas une,,. 

## Historique

### Contexte
Jim Hall arrive à Los Angeles en février 1955 et est presque immédiatement découvert par Chico Hamilton et engagé comme guitariste dans son nouveau quintette
Grâce à son association avec Chico et aux tournées du quintette, Jim Hall devient l'un des nouveaux musiciens les plus entendus du pays.
Pour cet album, qui est son premier disque en tant que leader, Jim Hall s'adjoint Carl Perkins au piano et Red Mitchell à la contrebasse,. 
Hall choisit d'utiliser ici un minimum d'écriture et un maximum d'improvisation.

### Enregistrement et production
Produit par Richard Bock, producteur et fondateur de Pacific Jazz Records, le disque est enregistré les 10 et 24 janvier 1957 à Los Angeles,,,,,.

### Publication
L'album sort en disque vinyle long playing (LP) en 1957 sur le label Pacific Jazz Records sous la référence PJ1227,.
William Claxton est l'auteur de la photographie qui illustre la jaquette de l'album,.
La notice originale du LP (original liner notes) est de la main du jazzman Jimmy Giuffre,.

### Rééditions
L'album est réédité à maintes reprises en disque vinyle LP de 1963 à 2014 par les labels Pacific Jazz Records, Fontana, Liberty, Manhattan Records, Jazz Track, WaxTimeRecords, Pan Am Records, Vogue Records et Hi-Fi Jazz.
À partir de 1988, Jazz Guitar est publié en CD sur les labels Pacific Jazz, Blue Note / Capitol Records, EMI Music Distribution, Gambit, Toshiba EMI et Essential Jazz Classics,.
L'historique de ces rééditions est cependant très mouvementé, comme le décrivent le critique musical Ken Dryden du site AllMusic, l'ouvrage The Essential Jazz Records - Volume 2 : Modernism to postmodernism et la notice du CD The complete Jazz Guitar de 2011, qui est le premier CD à restituer fidèlement le LP original,, : 
- la première édition du LP contient 10 des 11 morceaux enregistrés lors de la session d'origine, dont This is always tout en omettant Too close for Comfort ;

- la deuxième édition du LP n'a que 9 titres (This is Always a été omis) et présente, à l'initiative du producteur Richard Bock (selon AllMusic[1]), des versions éditées (modifiées) de nombreuses pistes, éliminant principalement des solos de piano et de basse ;

- une publication ultérieure transforme le trio en quatuor, à nouveau à l'initiative du producteur Richard Bock (selon AllMusic[1]), en ajoutant (dubbing) la batterie de Larry Bunker sur la musique originale, ce qui n'apporte rien musicalement[14] ;

- au fil du temps, les versions complètes des six mélodies éditées sont perdues, ainsi que la bande maîtresse (master tape) de This Is New ;

- une réédition du CD de 1988 présente à nouveau les versions originales en trio sous leur forme éditée, ajoutant Too close for Comfort mais omettant This is Always. Ce CD de 1988 prétend inclure une version alternative (alternate take) du morceau Things ain't what they used to be mais cette version alternative n'en est pas une : il s'agit de la prise d'origine, mais dans sa version non éditée, avec le solo de basse ;

- le CD The complete Jazz Guitar publié par le label Essential jazz Classics en 2011 reprend pour la première fois tous les morceaux enregistrés durant cette session dans leur forme originale non éditée, remasterisés à partir d'un LP de la première édition car les bandes maîtresses (master tapes) de la session d'enregistrement sont perdues depuis longtemps. Ce CD comprend This is Always dans sa version originale en trio sans la batterie de Larry Bunker, et reprend le titre Too close for Comfort qui était absent du LP original.

Le critique musical Ken Dryden du site AllMusic conclut que le disque a été « endommagé par les bricolages insensés de Bock, puisque ce sont les solos du bassiste Red Mitchell et du pianiste Carl Perkins (dont la discographie est déjà assez limitée en raison de sa mort prématurée) que le producteur original a abrégés ou supprimés ».

## Accueil critique
Le site AllMusic attribue 4 étoiles à l'album Jazz Guitar.
Le critique musical Ken Dryden d'AllMusic souligne que, malgré les « bricolages insensés » du producteur Richard Bock, « ce qui reste est encore une précieuse introduction à la longue et fructueuse carrière de Jim Hall. »
Le jazzman Jimmy Giuffre écrit dans les notes du LP original : « Le trio obtient un son personnel en raison de la façon originale dont chaque musicien approche son instrument. Dans le jeu de Jim, je trouve une technique exceptionnelle combinée avec la capacité d'utiliser ou non cette technique pour créer l'ambiance, selon la situation. Carl est l'un des pianistes les plus élégants de la scène jazz d'aujourd'hui et possède une combinaison rare de dynamisme et de légèreté qui ajoute une touche indéfinissable à ce disque. La basse a toujours été considérée comme un instrument limité, mais l'approche et la technique de Red surmontent ces limitations avec succès ». Et Giuffre de conclure en soulignant « la haute qualité du lyrisme et la pureté du sentiment que procure cette musique »,.
Pour Max Harrison, Eric Thacker et Stuart Nicholson, auteurs de The Essential Jazz Records, « Ces musiciens collaborent facilement. [...] Il y a un bon partage et un bon équilibre des rôles ».
Le magazine Billboard souligne « l'incroyable dextérité, l'inventivité et la grande imagination » de Jim Hall.
Pour Robert Gordon, dans son ouvrage Jazz West Coast: the Los Angeles jazz scene of the 1950s, « le trio avait certainement le potentiel d'être un combo exceptionnel, et l'album résultant, Jazz Guitar, est la preuve qu'ils sont plus qu'à la hauteur ».

## Liste des morceaux
Voici la liste des 11 morceaux de la session d'enregistrement originale, soit les 10 morceaux publiés sur le LP original plus Too Close for Comfort : 
| 1.    | Stompin' at the Savoy             | Benny Goodman/Edgar Sampson/Chick William Webb | 4:41 |
| 2.    | Things Ain't What They Used to Be | Mercer Ellington/Ted Persons                   | 5:44 |
| 3.    | This Is Always                    | Mack Gordon/Harry Warren                       | 2:48 |
| 4.    | Thanks for the Memory             | Ralph Rainger/Leo Robin                        | 5:12 |
| 5.    | Tangerine                         | Johnny Mercer/Victor Schertzinger              | 4:33 |
| 6.    | Stella by Starlight               | Victor Young                                   | 3:59 |
| 7.    | 9:20 Special                      | Earle Warren                                   | 5:41 |
| 8.    | Deep in a Dream                   | Eddie DeLange/James Van Heusen                 | 4:32 |
| 9.    | Look for the Silver Lining        | Jerome Kern                                    | 5:08 |
| 10.   | Seven Come Eleven                 | Roger Val Christian/Benny Goodman              | 4:31 |
| 11.   | Too Close for Comfort             | Jerry Bock/George David Weiss/Larry Holofcener | 4:25 |
| 47:16 |                                   |                                                |      |

## Musiciens
- Jim Hall : guitare
- Carl Perkins : piano
- Red Mitchell : contrebasse